# The Politics of Time
The Politics of Time – trzeci album zespołu Minutemen wydany w 1984 przez wytwórnię New Alliance Records. Materiał stanowią utwory nagrane pomiędzy styczniem 1979 a wrześniem 1983.

## Lista utworów
Lista według Discogs:
1. "Base King" (D. Boon, M. Watt) – 1:12
2. "Working Men are Pissed" (M. Watt) – 1:17
3. "I Shook Hands" (M. Watt) – 0:58
4. "Below the Belt" (G. Hurley, M. Watt) – 0:56
5. "Shit You Hear at Parties" (D. Boon, M. Watt) – 1:06
6. "The Big Lounge Scene" (M. Watt) – 1:23
7. "Maternal Rite" (D. Boon) – 1:13
8. "Tune for Wind God" (J. Baiza, D. Boon, G. Hurley, M. Watt) – 3:05
9. "Party With Me Punker" (M. Watt) – 0:54
10. "The Process" (D. Boon, M. Watt) – 1:17
11. "Joy Jam" (Spot, D. Boon, G. Hurley, M. Watt) – 4:46
12. "Tony Gets Wasted in Pedro" (R. Lazaroff, M. Watt) – 2:10
13. "Swing to the Right" (M. Watt) – 0:41
14. "¡Raza Si!" (M. Watt) – 0:58
15. "Times" (M. Watt) – 0:45
16. "Badges" (M. Watt) – 0:35
17. "Fodder" (D. Boon, M. Watt) – 0:42
18. "Futurism Restated" (Joe Boon, M. Watt) – 1:30
19. "Hollering" (M. Watt) – 0:58
20. "Suburban Dialectic" (M. Watt) – 0:42
21. "Contained" (G. Hurley, M. Watt) – 0:57
22. "On Trial" (M. Watt) – 0:39
23. "Spraycan Wars" (M. Watt) – 0:55
24. "My Part" (D. Boon) – 1:35
25. "Fanatics" (M. Watt) – 0:32
26. "Ack Ack Ack" (J. Talley-Jones, K. Johansen) – 0:41
27. "The Big Blast for Youth" (M. Tamburovich, D. Vandenberg, D. Boon, G. Hurley, M. Watt) – 1:20

- utwory 1-7: studio "Casbah" w Fullerton (Kalifornia), listopad 1981; remiks w studiu "Telemusic" w Van Nuys (Kalifornia), lipiec 1983
- utwór 8: studio "Dried Riverbed" okolice Victorville (Kalifornia), 24 kwietnia 1983
- utwór 9: próba w Long Beach (Kalifornia), 12 lipca 1983
- utwory 10, 11: KPFK w Studio City (Kalifornia), 27 listopada 1982
- utwór 12: jako The Reactionares próba w San Pedro, 17 stycznia 1979
- utwory 13, 14: próba w San Pedro, wrzesień 1980
- utwory 15, 16: próba, październik 1980
- utwory 17-23: "Bla Bla Cafe" w Studio City (Kalifornia), 26 grudnia 1980
- utwór 24: Kopenhaga (Dania), 28 lutego 1983
- utwór 25: Brixton (Wielka Brytania), 4 marca 1983
- utwór 26: Århus (Dania), 1 marca 1983
- utwór 27: "Longshoreman's Hall" w Wilmington (Kalifornia), 24 września 1983

## Skład
- D. Boon – śpiew, gitara
- Mike Watt – śpiew, gitara basowa
- George Hurley – perkusja
- Joe Baiza – gitara w "Tune For Wind God"
- Spot – klarnet w "Joy Jam"
- Martin Tamburovich – śpiew w "Tony Gets Wasted In Pedro", saksofon w "The Big Blast For Youth"
- Dirk Vandenberg – trąbka w "The Big Blast For Youth"